# Basilique San Saba
La basilique San Saba est un lieu de culte catholique du centre historique de Rome, situé sur le piccolo Aventino (petit Aventin, entre l'Aventin et Celio). Elle est dédiée au saint archimandrite Saba.
Comme le montrent les photos de l'époque, même au début du XXe siècle, l'église et le monastère de San Saba étaient encore en pleine campagne. Le premier plan régulateur de Rome (1909), a créé en 1921 les nouvelles paroisses populaires de San Saba et Testaccio, les deux dernières à l'intérieur des murs, séparés du territoire de Ripa.
L'église a été érigée en paroisse le 5 décembre 1931 avec la bulle Incolarum numero du pape Pie XI.

## Histoire
La basilique de San Saba a pris son nom du monastère et de l'église qui ont été pendant des siècles après la chute de l'Empire romain d'occident, les seuls endroits habités du secteur. La tradition relie sa création à saint Grégoire le Grand et sa mère, sainte Sylvie, qui a vécu ici au VIe siècle. Au VIIe siècle, des moines orientaux, venant d'une communauté fondée à Jérusalem par Saint Sava et fuyant la Palestine troublée par les guerres, les massacres et l'expansion islamique, ont pris possession du site, y ont établi un monastère, qui a rapidement acquis renommée et prestige.
Entre le VIIIe et le IXe siècle, San Saba était considéré comme le monastère le plus important de Rome, en particulier parce que, à cette époque, les papes en ont fait le centre de diffusion d'une vive activité diplomatique en direction de Constantinople et du monde barbare, confiant à son Higoumène et aux abbés des tâches importantes de l'ambassade, et de négociation. L'Église et le monastère reçurent une riche dotation d'autres biens domestiques, une grande décoration de fresques (beaucoup détachées à des fins de conservation) et puis, des possessions, comme, entre autres, le château de Marino (1253) et le château de Palo (1330).
Autour du Xe siècle, la communauté sabaitique, de plus en plus réduite, a été remplacée par les bénédictins du Mont-Cassin et, en 1144, par les moines de Cluny, qui a présenté la réforme des monastères. Aux XIIe et XIIIe siècles a eu lieu la reconstruction de l'église dans les formes actuelles, étant notamment plus élevée par rapport à la précédente (maintenant dans le sous-sol, fermé au public) et beaucoup plus vaste. De nouvelles interventions architecturales se succédèrent aux XVe, XVIe et XVIIIe siècles, alors que le gouvernement du complexe religieux a d'abord été confié aux cisterciens (1503), puis, à partir de 1573, au Collège Germano-Hongrois, gouverné par les jésuites, qui assurent encore la direction.
L'architecture médiévale de l'église a été en partie restaurée en 1900-1901 et 1943. Cependant la façade originale est toujours marquée par la présence d'une construction disgracieuse au-dessous du portique du XVIIIe siècle : des piliers modernes ont remplacé les colonnes d'origine, et au-dessus, des fenêtres modernes rectangulaires ont pris la place des anciennes fenêtres à meneaux du XVe siècle.

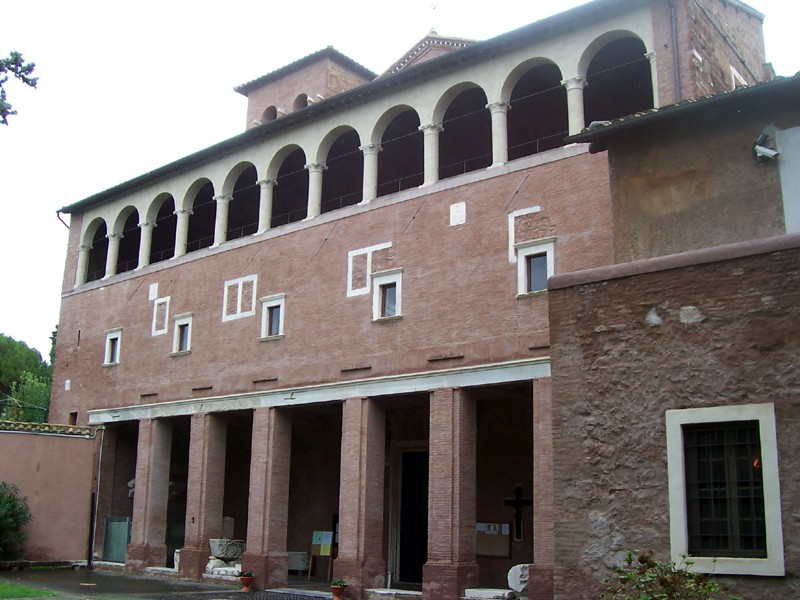
Façade : la loggia du XVe siècle ; les piliers du rez de chaussée et les fenêtres rectangulaires, à l'emplacement des décors initiaux
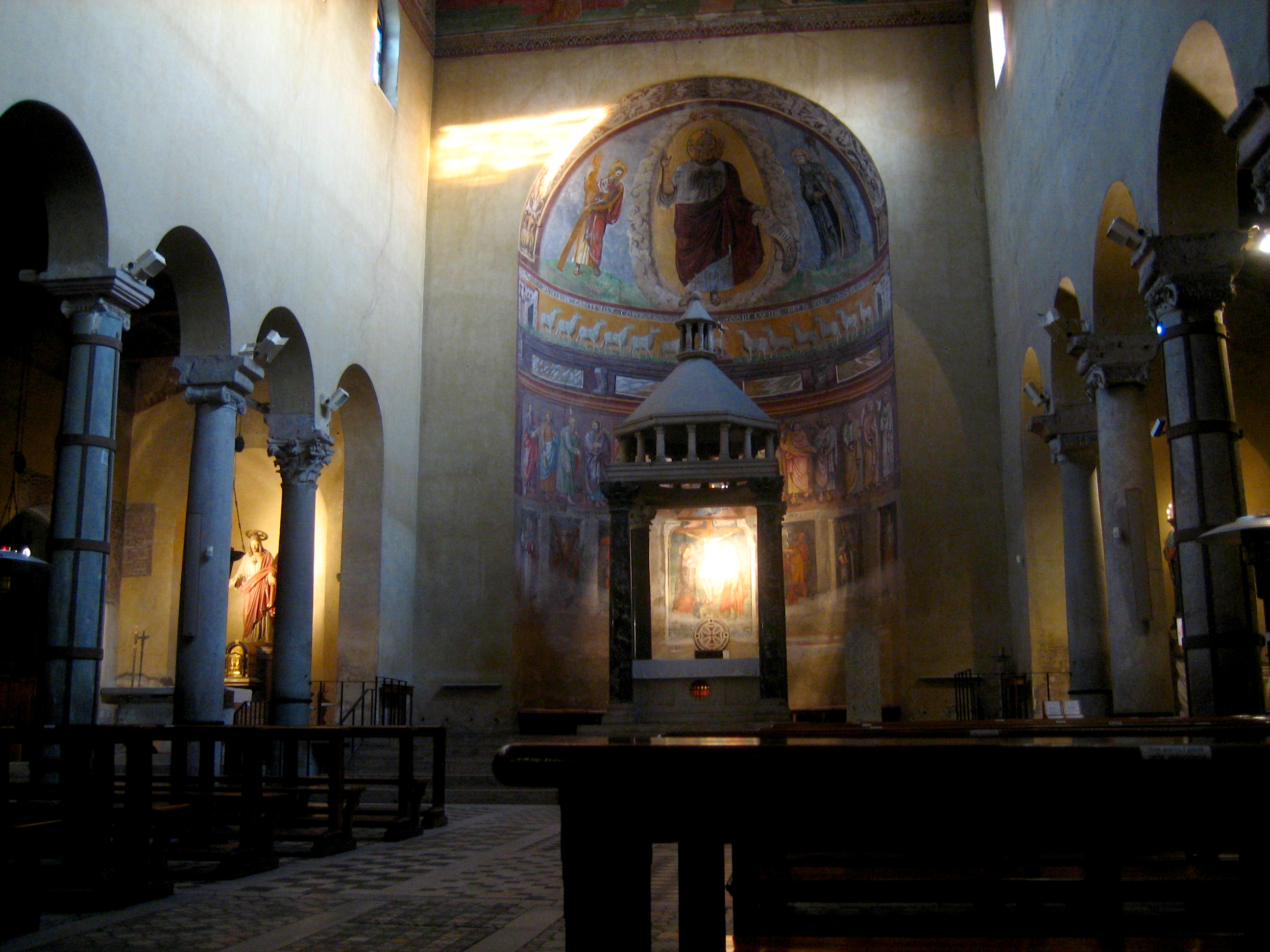
intérieur
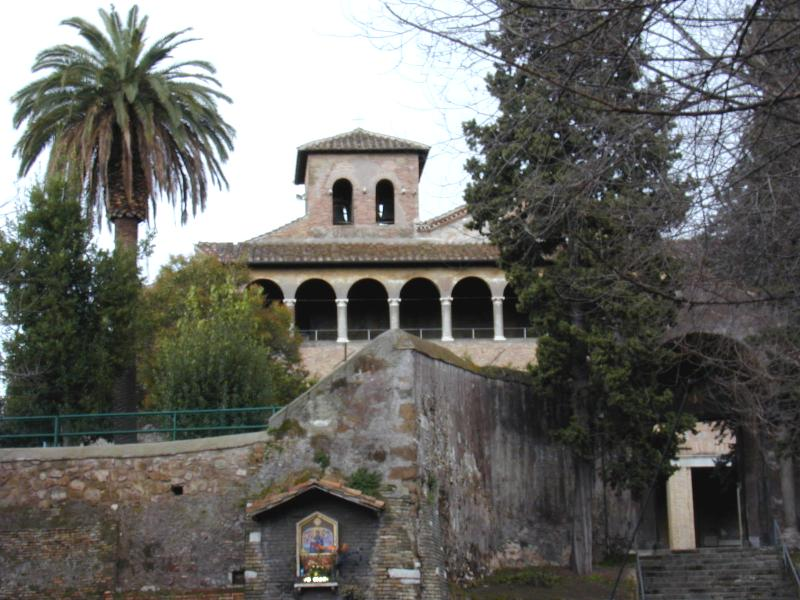
Autre vue
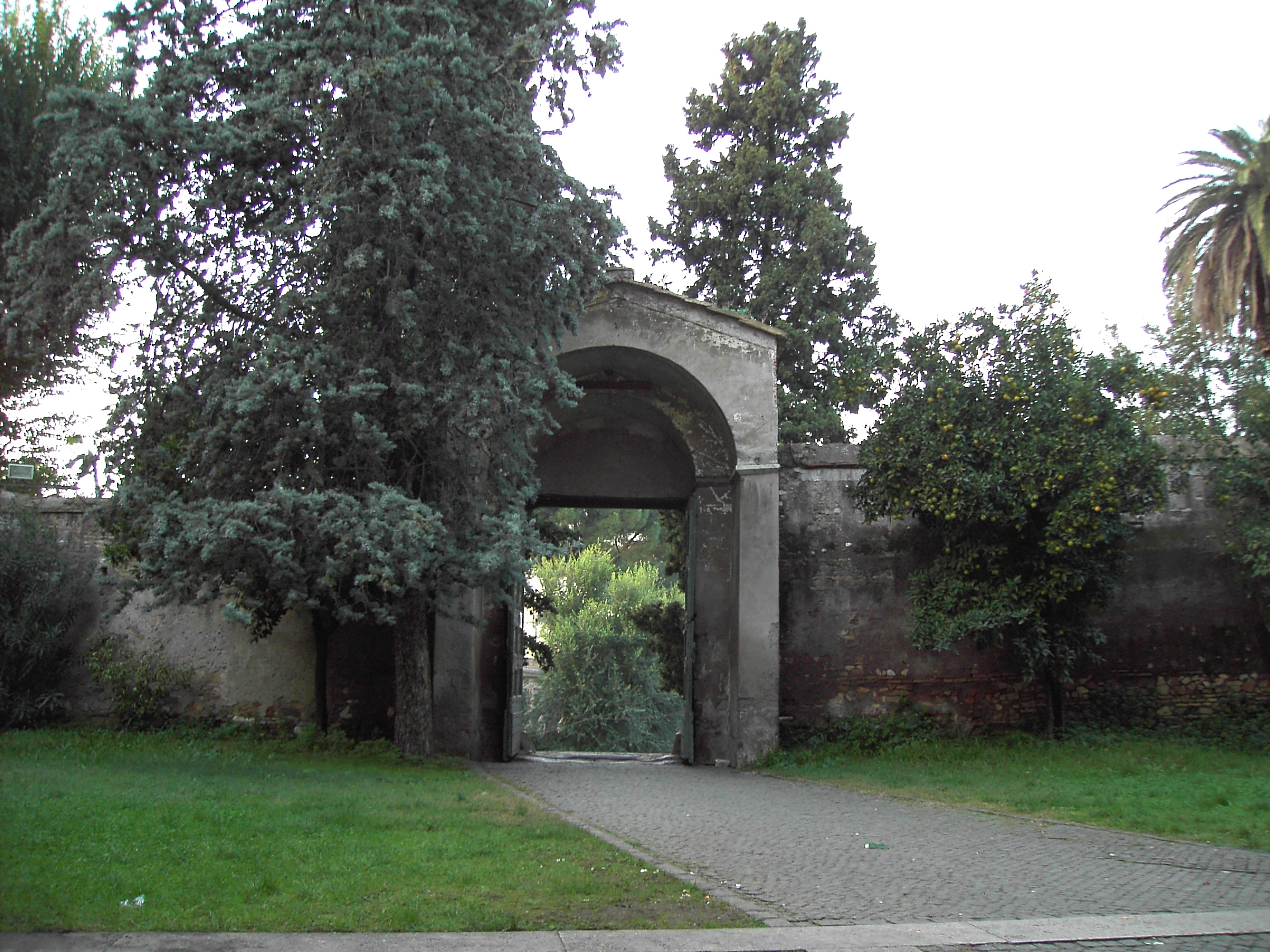
Porche d'entrée
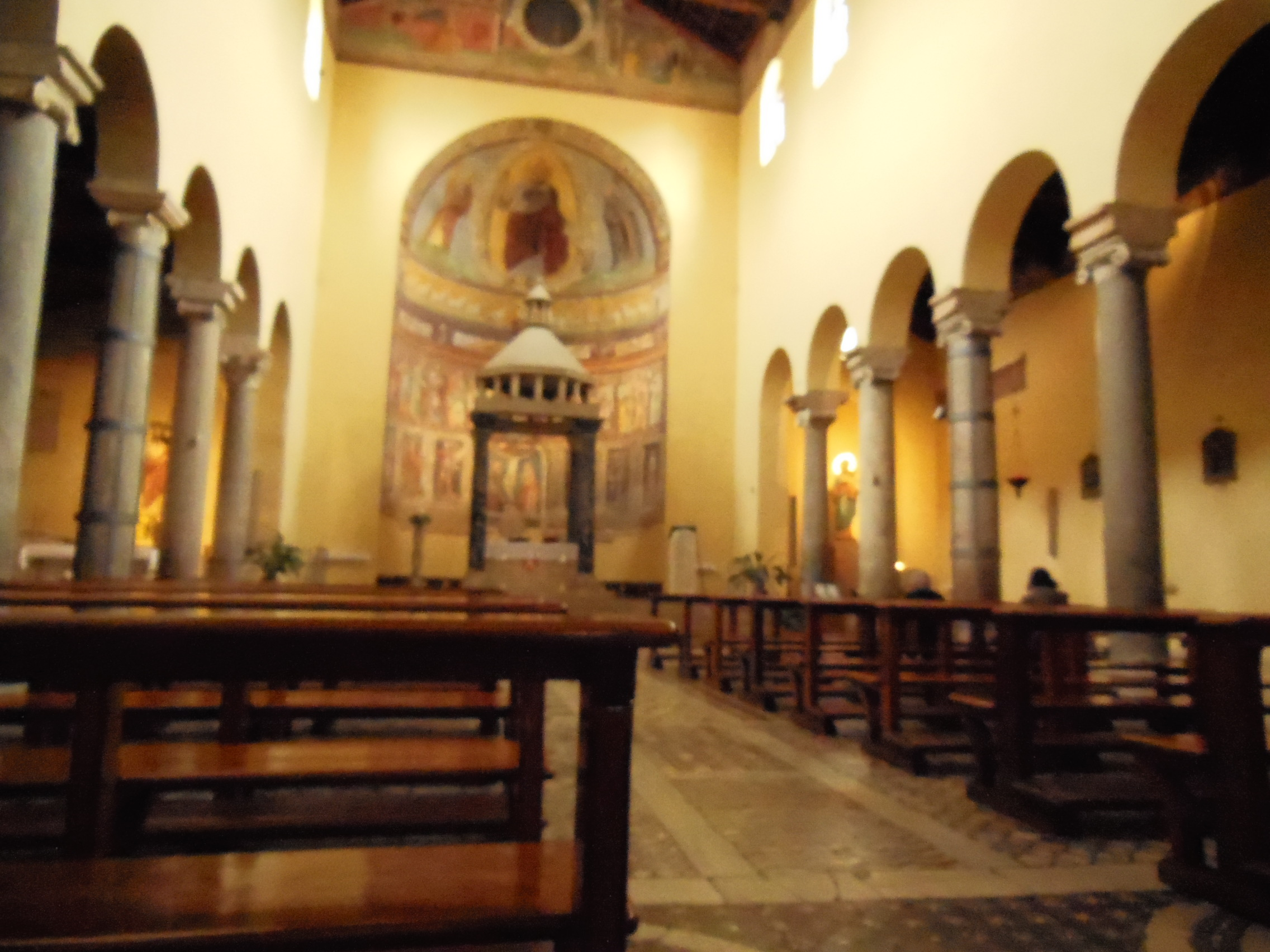
La nef